# Herta Müller
Herta Müller, född 17 augusti 1953 i Nițchidorf utanför Timișoara, är en rumänsk-tysk författare. 
Med sina självbiografiskt färgade romaner skildrar Herta Müller den tyska minoritetens liv i det kommunistiska Rumänien, och anpassningen till de extrema förhållandena där. Hon har kallats för en krönikör över vardagslivet i diktaturen, och verken präglas av uppror till försvar av tankefrihet och yttrandefrihet. På grund av sin kritik mot regimen tvingades hon i landsflykt 1987 och hon är numera bosatt i Berlin. Vid sidan av sitt författarskap är Herta Müller verksam som lärare vid universitetet. 
Hon tilldelades Nobelpriset i litteratur år 2009 med motiveringen att hon ”med poesins förtätning och prosans saklighet tecknar hemlöshetens landskap”.

## Biografi
Herta Müller föddes i rumänska delen av Banatet och tillhörde en av de tyskspråkiga minoriteterna i landet, schwaberna. Föräldrarna var bönder. Hennes far hade liksom många andra rumänientyskar ett förflutet i Waffen-SS, nära 64 000 rumänientyskar gick ”frivilligt” med i Waffen-SS. Vid 17 års ålder blev modern tillsammans med 100 000 (varav cirka tio procent dog under transporten och i lägren) andra etniska tyskar 1945 deporterad från Rumänien till tvångsarbete i Ukraina, där hon tillbringade fem år.
Herta Müller studerade germanistik och rumänsk litteratur vid universitetet i Timișoara och gick med i Aktionsgruppe Banat, en grupp rumäner och tyskar som kämpade för yttrandefrihet. Efter studierna, 1976, fick hon arbete som översättare på en fabrik, men hon fick sparken 1979 eftersom hon inte ville samarbeta med Securitate, den rumänska säkerhetstjänsten. Hon började arbeta som lärare och skrev det som kom att bli novellsamlingen Niederungen 1982 (svensk titel: Flackland, 1985). Den gavs ut i en censurerad form, den ocensurerade versionen smugglades dock ut till väst. Den ocensurerade versionen fick ett mycket gott mottagande i väst. I korta prosastycken beskriver Müller i novellsamlingen den byvärld som hon själv kommer ifrån utifrån barnets perspektiv. År 1984 utkom hon med Drückender Tango. Hon besökte därpå bokmässan i Frankfurt där hon talade öppenhjärtigt om diktaturen i Rumänien, varefter hon inte längre fick ge ut några böcker i Rumänien.
Müller och hennes dåvarande make, författaren Richard Wagner, gick i exil i Västtyskland 1987 efter att hennes böcker förbjudits i hemlandet och hon avskedats från sitt arbete. I sitt nya hemland fick hon tjänst som lärare vid en högskola. Hon är numera bosatt i Berlin.
Sedan hon bosatte sig i Tyskland har hon utkommit med flera romaner. År 1995 blev hon ledamot av Deutsche Akademie für Sprache und Dichtung. Hon gick ur PEN 1997 i protest mot att den västtyska avdelningen skulle slås samman med den östtyska.
Herta Müller tilldelades Nobelpriset i litteratur 2009 med motiveringen att hon ”med poesins förtätning och prosans saklighet tecknar hemlöshetens landskap”. Hon är den tolfte kvinnan som tilldelas Nobelpriset i litteratur.

## Författarskap
Bakgrunden för Müllers författarskap är hennes erfarenheter från förföljelser och förtryck i Nicolae Ceaușescus regim, och såsom tysk minoritet, men hon behandlar också fascism, inställsamhet och korruption hos den tyska minoriteten. Böckerna sedan landsflykten har handlat om hur det är att leva som flykting. Hennes berättelser har ett djuppsykologiskt perspektiv, och återkommande beskriver Müller hur rädsla inverkar på själen. Hennes skönlitterära verk betecknas som faktioner, och med hennes egna ord handlar hennes verk om ”det amputerade livet i diktaturen”. Hon har dessutom skrivit en del lyrik samt essäer.
Müllers två första verk, Niederungen från 1982 och Drückender Tango som kom två år senare, skildrar livet i byn i mörka toner. Müller beskriver en värld av hyckleri där de som inte passar in förtrycks, och pekar på den tyska minoritetens fascistiska mentalitet, intolerans och korruption. Hon kritiserades hårt för att ha förstört den idylliska bilden av tyskt lantliv i Rumänien. Niederungen har samtidigt påståtts att i språket förmedla nostalgi inför denna kultur.
Hennes berättelser är präglade av hennes egna erfarenheter. Der Mensch ist ein grosser Fasan auf der Welt från 1986 är en krönika över en tysk-rumänsk bondefamilj som försöker skaffa pass för att kunna lämna landet. Krönikan skildrar korruptionen i byn, exempelvis hur alla byns ämbetsmän kräver materiella och sexuella tjänster av dem som ansökt om pass. Boken skrevs samtidigt som Müller väntade på tillstånd att lämna Rumänien.
Müller skrev tre år senare, 1989, när hon befann sig i exil, Reisende auf einem Bein om att befinna sig i politisk exil, och genom att använda sig av intertextuella förbindelser med Italo Calvino. Två år senare publicerade hon essä-samlingen Der Teufel sitzt im Spiegel som bygger på hennes föreläsningar vid Paderbornuniversitetet. Hunger and Seide kom 1995 och speglar hennes erfarenheter från Niţchidorf och Timişoara. Böckerna som tillkommit efter landsflykten skildrar hemlängtan och känslan av alienation i både ett nytt hemland och den nya postmoderna stadskulturen.
Efter många års research och närintervjuer utkom Müller 2009 med boken Atemschaukel (Andningsgunga ), som i första rummet handlar om poeten och landsmannen Oskar Pastior och dennes erfarenheter som deporterad till ett Gulag-läger, där Müller med minutiös detaljrikedom och poetiska vändningar beskriver miljön i och känslan av arbetslägret. Med verket påminner hon om händelsen att alla rumänska tyskar mellan 17 och 45 år sändes till Gulag den 15 januari 1945 när Sovjetunionen övertog landet. Der König verneigt sich und tötet är en självbiografi i essäform. 
Första titeln som översattes till svenska, Flackland, utkom på bokförlaget Alba 1985, där flera andra av hennes senare verk också utgivits. Senare böcker på svenska har utkommit på Wahlström & Widstrand. Müller har översatts till över 20 språk.

## Stil och tema
Tre aspekter återkommer i Herta Müllers författarskap: en språkfilosofi, Rumänien-temat, och försvaret av den personliga friheten. Med språket skildrar hon statsmaktens förfall med ett språkligt förfall, vilket har uppfattats som en skepsis inför språket. Hon betraktas som en språkförnyare med stor poetisk känsla för språkmelodier. Genom att berätta om sina och andras erfarenheter i det kommunistiska Rumänien, förmedlar hon de inre och yttre överlevnadsteknikerna som förtryck framkallar. Centralt blir därför hur extrema förhållanden påverkar normaliteten, och slutsatsen att friheten inte kommer gratis till skänks. Kritiken av regimen till trots, brukar Müllers författarskap sägas stå över politiska ideologier.
Herta Müller räknas som regel till postmodernismen, i och med att hon, ofta i form av fragmentering, gestaltar trauman, alienation, exil och problem såsom etnisk minoritet, och att tonen ofta i hysterins närhet har inslag av parodi. Denna klassifikation av Müller har också kritiserats för att blanda samman estetik med vad som beror på förutsättningarna i en sociohistorisk epok. Hon leker med nya ordbildningar (till exempel ”munhimmel” för gom). Romanerna saknar tydlig intrig, men med språkbehandlingen upprättas ändå en närvaro.
På frågan om varför hon använder skönlitteraturens form för att skildra historien, svarar Müller att bara i skönlitteraturen kan den enskilda mänskliga upplevelsen av historien gestaltas, och detta med de språkmöjligheter som skönlitteraturen erbjuder. Temat, anser Müller, söker sig sitt eget språk, vilket tillsammans med bland annat detaljåtergivning förmedlar historien på ett till historievetenskapen kompletterande sätt. Valde hon i stället ett akademiskt språkbruk, med ord som ”trauma” eller ”skadad”, skulle inte texten fånga något utan bara dokumentera.
Herta Müllers författarskap analyseras i flera uppslagsverk och monografier, däribland Paola Bozzi Der fremde Blick (2005), Herta Haupt-Cucuiu Eine Poesie der Sinne (1996), och Bogdan Mihai Dascălu Held und Welt in Herta Müllers Erzählungen (2004).

## Bibliografi

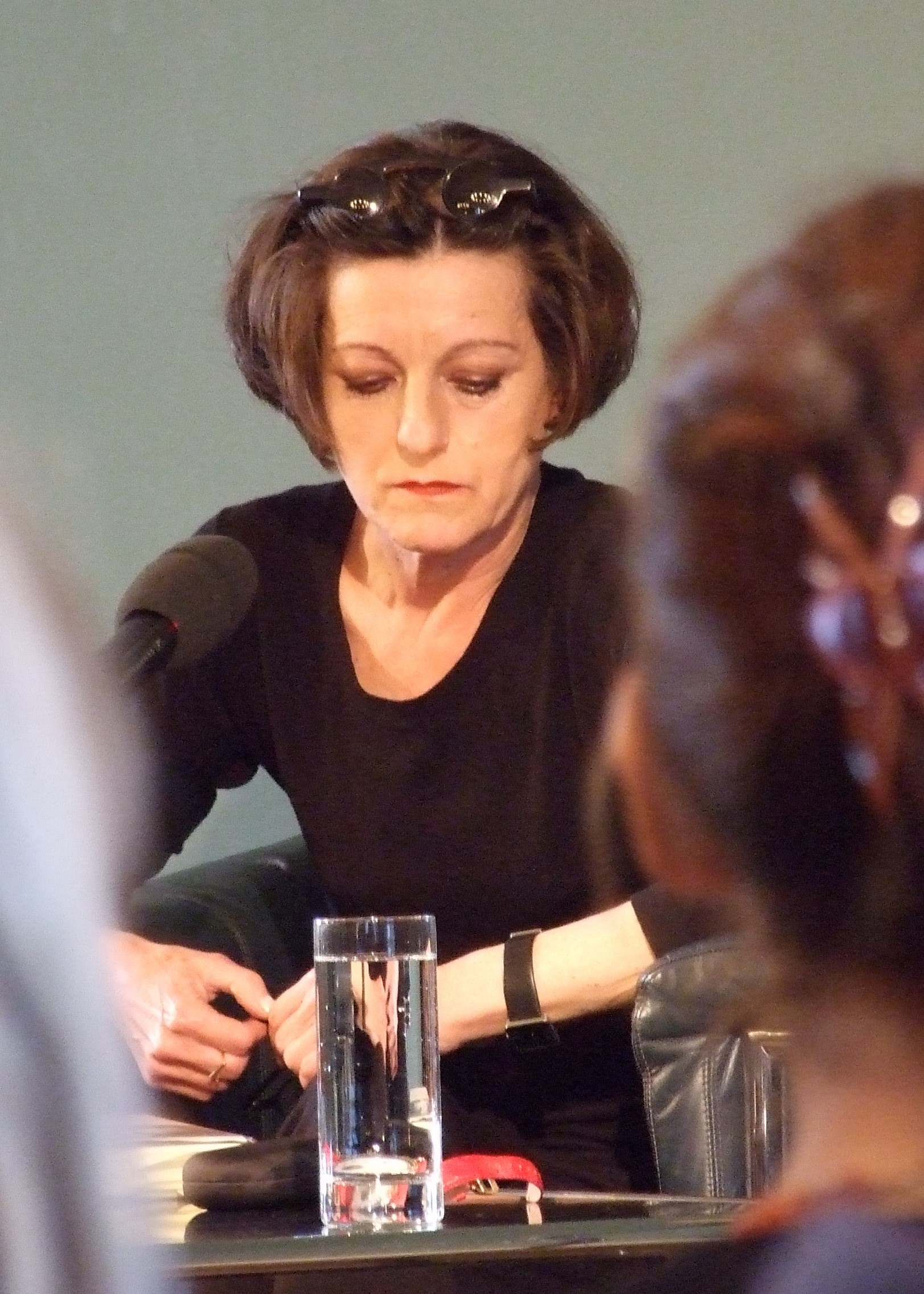
Müller 2009

### Utgivet på svenska
- Müller, Herta; Widén-Swartz Susanne (övers.) (1985). Flackland: [prosa]. Stockholm: Alba. Libris 7643105. ISBN 91-7458-734-X
- Müller, Herta; Löfdahl Karin (övers.) (1987). Människan är en stor fasan på jorden: en berättelse. Stockholm: Alba. Libris 7643150. ISBN 91-7458-828-1
- Müller, Herta; Löfdahl Karin (övers.) (1989). Barfota februari: berättelser. Stockholm: Alba. Libris 7642740. ISBN 91-7458-103-1
- Müller, Herta; Löfdahl Karin (övers.) (1991). Resande på ett ben: [roman]. Stockholm: Alba. Libris 7642786. ISBN 91-7458-151-1
- Müller, Herta; Löfdahl Karin (övers.) (1994). Redan då var räven jägare: [roman]. Stockholm: Bonnier Alba. Libris 7247384. ISBN 91-34-51321-3 (inb.)
- Müller, Herta; Löfdahl Karin (övers.) (1996). Hjärtdjur: [roman]. Stockholm: Bonnier Alba. Libris 8350283. ISBN 91-34-51761-8 (inb.)
- Klich, Kent; Cassel Boo (övers.), förord ” En god människa är lika mycket värd som ett stycke bröd” av Herta Müller (2001). Ceausescus barn. Stockholm: Journal. Libris 8384404. ISBN 91-974182-2-6 (inb.)
- Müller, Herta; Löfdahl Karin (övers.) (2005). Kungen bugar och dödar. Stockholm: Wahlström & Widstrand. Libris 9709781. ISBN 91-46-21014-8 (inb.)
- Müller, Herta; Löfdahl Karin (övers.) (2007). Idag hade jag helst inte velat träffa mig själv. Stockholm: Wahlström & Widstrand. Libris 10402198. ISBN 978-91-46-21473-1 (inb.)
- Müller, Herta; Löfdahl Karin (övers.) (2009). Andningsgunga. Stockholm: Wahlström & Widstrand. Libris 11675476. ISBN 978-91-46-22053-4 (inb.)
- Müller, Herta; Zalesky Bodil (övers.) (2011). Hunger och siden. Bokförlaget Tranan. ISBN 9789186307783 (inb.)
- Müller, Herta; Löfdahl Karin (övers.) (2012). Alltid samma snö och alltid samma farbror. Stockholm: Wahlström & Widstrand. ISBN 9789146222019 (inb.)
- Müller, Herta; Delblanc Aimée (övers.) (2019). Lögnen är ett klätterdjur: Herta Müllers collage. 10TAL Bok. ISBN 9789187838187 (inb.)

### Verk om Herta Müller
- Paola Bozzi Der fremde Blick (2005)
- Herta Haupt-Cucuiu Eine Poesie der Sinne (1996)
- Herta Müller ed. av Brigid Haines (1998)
- Ralph Köhnen Der Druck der Erfahrung treibt die Sprache in die Dichtung : Bildlichkeit in Texten Herta Müllers (1997)
- Lyn Marven Body and narrative in contemporary literatures in German : Herta Müller, Libus̆e Moníková and Kerstin Hensel (2005)
- Bogdan Mihai Dascălu Held und Welt in Herta Müllers Erzählungen (2004)
- Iulia-Karin Patrut Schwarze Schwester – Teufelsjunge : Ethnizität und Geschlecht bei Paul Celan und Herta Müller (2006)
- Grazziella Predoiu Faszination und Provokation bei Herta Müller (2000)

## Filmografi
- Vulpe – vânător (Der Fuchs war damals schon der Jäger) regissör: Stere Gulea, rollista: Oana Pellea, Dorel Vişan, George Alexandru etc.

## Priser och utmärkelser
- Kleistpriset 1994
- Aristeionpriset 1995
- The International IMPAC Dublin Literary Award 1998 för The Land of Green Plums
- Nobelpriset i litteratur 2009
- Monismanienpriset 2011
- Samuel-Bogumil-Linde-Preis 2011
- Konrad Adenaur-stiftelsens litteraturpris 2004[1]